# Mindanaodwergijsvogel
De Mindanaodwergijsvogel (Ceyx margarethae) is een vogel uit de familie Alcedinidae (ijsvogels). Eerder werd deze vogel beschouwd als een ondersoort van de Molukse dwergijsvogel (C. lepidus). Wilhelm Blasius heeft dit taxon in 1890 beschreven en genoemd naar zijn vrouw Margaretha.

## Verspreiding en leefgebied
Deze soort is endemisch in het centrale en zuidelijke deel van de Filipijnen.

## Status
De grootte van de populatie is niet gekwantificeerd maar de soort wordt omschreven als op veel plaatsen algemeen. Op de Rode lijst van de IUCN heeft deze soort de status niet bedreigd.